# Drunk History
Drunk History ist eine US-amerikanische Comedyserie von Derek Waters, die seit dem 9. Juli 2013 auf dem US-Sender Comedy Central ausgestrahlt wird, welches auf der 2007 erstellten Funny or Die Web-Serie basiert. Die Serie ist eine Art Anthologieserie, bei der in jeder Folge der Moderator Derek Waters von einem betrunkenen Prominenten ein Ereignis aus der Geschichte erzählt bekommt. Die historischen Rollen werden von weiteren Prominenten verkörpert, während der Erzähler ihren Part spricht.
Die Serie wurde für zahlreiche Preise nominiert, wie etwa 14 Primetime Emmy Awards, wovon es 2015 einen gewann. Im August 2019 wurde Drunk History von Comedy Central für eine siebte Staffel verlängert.

## Geschichte
Die Idee für die Sendung entstand aus einem betrunkenen Gespräch zwischen Derek Waters und seinem guten Freund dem Schauspieler Jake Johnson. Johnson erzählte betrunken dabei eine Geschichte über den Sänger Otis Redding, der 1967 bei einem Flugzeugabsturz ums Leben kam. Waters fand die Geschichte und die Idee toll, einer betrunkenen Person, die eine historische Geschichte nacherzählt, zu filmen und nachzubilden und mit Schauspielern die Geschichte nachspielen zu lassen.
Die Serie wird seit dem 9. Juli 2013 auf Comedy Central ausgestrahlt. Davor lief die Serie von 2007 bis 2010 auf Funny or Die. Die damalige erste Folge wurde am 6. August 2007 mit Jake Johnson, Derek Waters sowie die Schauspieler Michael Cera und Ashley Johnson veröffentlicht.

## Gaststars
In den sechs Staffeln der Sendung tauchten mehrere Prominente Schauspieler und Musiker auf. Zu Gast waren unter anderem: Jack Black, Bob Odenkirk, Adam Scott, Stephen Merchant, Dave Grohl, Jenny Slate, Bill Hader, Simon Helberg, Michael Cera, Winona Ryder, Terry Crews, Kristen Wiig, Luke Wilson, Owen Wilson, Tony Hale, Aubrey Plaza, Kumail Nanjiani, Jake Johnson, Weird Al Yankovic, Laura Dern, Jaleel White, Johnny Knoxville, Charlie Day, Jesse Plemons, Jeff Ross, Brandon T. Jackson, Patton Oswalt, John Lithgow, David Cross, Jason Momoa, Justin Long, Josh Hartnett, Thomas Middleditch, Topher Grace, Jason Alexander, Haley Joel Osment, Giancarlo Esposito, Colin Hanks, Sam Rockwell, Donald Faison, Ben Schwartz, Adam DeVine, Nathan Fillion, Kat Dennings, Rachel Bilson, Elizabeth Olsen, Liev Schreiber, John Cho, Aubrey Plaza, Tiffany Haddish, Evan Rachel Wood, Alexander Skarsgard, Mandy Moore, O’Shea Jackson Jr., Amber Tamblyn, Vanessa Hudgens, Randall Park, Seth Rogen, Elijah Wood, Missi Pyle, Alison Brie, Tessa Thompson und Justice Smith.